# Two Vines
Two Vines je třetí studiové album australského elektronického dua Empire of the Sun. Vydáno bylo 28. října 2016 u vydavatelství Virgin EMI Records. Kromě dua na albu hostují Lindsey Buckingham ze skupiny Fleetwood Mac, Wendy Melvoin, Henry Hey a Tim Lefebvre.

## Pozadí alba
Práce na albu započaly po nahrávání hudby pro americkou komedii Návrat blbýho a blbějšího. Celé album bylo nahráno na Havaji a v Los Angeles. V listopadu 2015 bylo album téměř dokončeno.
Na albu pracoval i známý americký kytarista Lindsey Buckingham.
Album vyšlo 28. října 2016, i když se spekulovalo, že by album mohlo vyjít již v první půlce roku.

## Seznam skladeb
| Pořadí         | Název             | Délka |
| -------------- | ----------------- | ----- |
| 1.             | "Before"          | 4:04  |
| 2.             | "High and Low"    | 3:44  |
| 3.             | "Two Vines"       | 3:49  |
| 4.             | "Friends"         | 3:20  |
| 5.             | "There's No Need" | 3:28  |
| 6.             | "Way to Go"       | 3:12  |
| 7.             | "Ride"            | 4:07  |
| 8.             | "Digital Life"    | 4:02  |
| 9.             | "First Crush"     | 4:10  |
| 10.            | "ZZZ"             | 3:10  |
| 11.            | "To Her Door"     | 3:55  |
| Celková délka: | Celková délka:    | 41:01 |

## Obsazení
- Empire of the Sun (Luke Steele, Nick Littlemore) – zpěv, nástroje, produkce
- Steve Bach – klávesy
- Lindsey Buckingham – dobrovolné vokály, kytary
- Evan Frasier – kalimba
- Teddy Geiger – dobrovolné vokály
- Mark Goldenberg – akustická kytara
- Michael Harris – bicí, perkuse, hudební inženýr
- Henry Hey – klávesy
- SK Kakraba – gyil
- Mito Kasuya – vokály
- Tim Lefebvre – basová kytara
- Alan Mark Lightner – marimba, xylofon
- Jake Najor – bicí
- Todd Simon – perkuse
- Todd M. Simon – marimba, vibrafon
- Dexter Story – štěrbinový buben
- Te'Amir Yohannes Sweeney – štěrbinový buben
- David Wilder – basová kytara